# Deros
Los Deros (Detrimental Robots o Robots Perjudiciales en inglés, aunque no son robots en el sentido mecánico) son seres descritos en los relatos del escritor estadounidense de ciencia ficción Richard Sharpe Shaver, aunque también forman parte de las creencias de las religiones Nuwaubianismo  y la Iglesia de los subgenios.
Shaver escribió acerca de razas prehistóricas tremendamente avanzadas que habían construido ciudades en cavernas en el interior de la Tierra  antes de abandonarla para irse a otro planeta. Esos antiguos abandonaron también algunos de su propia progenitura enferma aquí en la Tierra, que degeneró con el tiempo en una población mentalmente dañada y sádica conocida como Deros. 
Los Deros serían los verdaderos conductores de los OVNI, así como los provocadores de toda clase de cataclismos de la superficie. Se dice que gustan de secuestrar personas para llevarlas a sus dominios subterráneos y someterlos a sádicas torturas y experimentos, así como violar a las mujeres. Sharpe aseguraba que muchos edificios de las ciudades tenían ascensores que bajaban muy por debajo del subsótano internándose en el mundo de los Deros, para desgracia del que llegara. Según Sharpe utilizan unas máquinas fantásticas de "rayos" que las grandes razas antiguas dejaron detrás de si al huir de la Tierra, estas máquinas son capaces de proyectar pensamientos y voces para atormentar nuestras mentes. 
Shaver proclamó que poseía el conocimiento de primera mano acerca de los Deros y sus cuevas, habiendo aprendido el Matong, que según él era una proto-lengua de la que derivaban todos los demás idiomas de la humanidad. Allí se podía ver una oscura conexión  entre el Misterio de Shaver y la Sociedad Thule alemana que también creía en la existencia de una civilización subterránea, aunque generalmente vista como positiva y heroica, poblada por semidioses. Tanto Shaver como su editor Ray Palmer dicen haber estado en contacto con un Gauleiter bávaro que anteriormente también fue un miembro de la sociedad oculta.
Se hizo referencia a ellos en la película asiática Marebito.
En el videoclip de Dio -The Last In Line se describe un supuesto secuestro Dero.
- Datos: Q5803607